# Ionel Schein
Ionel Schein (Bukarest, 1927. február 3. – Párizs, 2004. december 30.) román származású francia építész, várostervező és építészetelméleti írások szerzője. Ionel Schein tevékenysége a kísérleti építészet területén az új anyagok, különösképpen a műanyag, építészetben való felhasználásának lehetőségire, új formavilág kialakítására és a lakó igényei szerint továbbfejleszthető innovatív lakásformák tervezésére irányult.

## Életrajzi adatok

### Család
Bukarestben jó módú, művelt zsidó családban született. Édesapja, Moritz Schein textilkereskedő volt. Édesanyja, Sophie Karmitz családja kémiai üzemet működtetett. Ennek köszönhetően a II. világháború kitörése előtt luxuskörülmények közt éltek, és megengedhették maguknak, hogy a háztartást ellátó személyzet mellett külföldi házitanítókat fogadjanak. Biztosítani tudták, hogy a gyerekek nyelvet tanuljanak, és széles látókörű kulturális képzést kapjanak. A megszerzett nyelvtudás tette lehetővé, hogy építészként Schein különböző országokban működő lapok párizsi tudósítója lehetett. Írásai, levelei arról tanúskodnak, hogy kiválóan beszélt angolul, németül, spanyolul, olaszul és franciául a román anyanyelv mellett.
A nemzetközi kapcsolatrendszer a mozgalmas életű rokonságban adottság volt, hiszen a korábbi generációk több országból, például Lengyelországból, Szíriából vándoroltak Romániába. 1946-48-ban az antiszemitizmus és a szovjet megszállás miatt a rokonságnak mintegy negyven tagja menekült Franciaországba.

### Romániai évek
Az első világháború után Románia területe majdnem kétszeresére nőtt. A sok más nemzetiség jelenléte a román nacionalista sovinizmus és antiszemitizmus erősödését vonta maga után. Az 1929-es gazdasági válság hatására megerősödött, vérmesen idegengyűlölő Vasgárdát 1933-ban hivatalosan feloszlatták, de a valóságban tovább működött és az egyik legerősebb jobboldali szervezet lett Romániában. 1937-ben a faji megkülönböztetés törvényi hátteret is kapott. A zsidókat kizárták a hadseregből és a civil szférából, megtiltva számukra a tulajdonszerzést és bizonyos szakmák gyakorlását. 1938-ban a politikai zűrzavart látva II. Károly felfüggesztette az alkotmányt.
A Molotov–Ribbentrop-paktum a nyilvános megnemtámadási szerződés mellett tartalmazott egy titkos egyezményt, amely a két nagyhatalom érdekszféra-elhatárolását tartalmazta, melyben a Szovjetunió Besszarábiára tartott igényt, ami nagyjából a mai Moldova területének felel meg. 1940-ben a Szovjetunió megtámadta ezt a területet és Bukovina északi részét. Válogatás nélkül lőttek civilekre is. A tengelyhatalmakhoz csatlakozó Románia hasonlóan véres harcokkal visszaszerezte Besszarábiát, de az előrenyomuló szovjet Vörös Hadsereg 1944 augusztusában ismét visszahódította.
1940-ben II. Károly Ion Antonescut nevezte ki miniszterelnöknek, aki azonban maga mögött tudva a Vasgárda és Németország támogatását, követelte a király távozását a trónörökös, Mihály javára, és Horia Simával, a Vasgárda vezetőjével együtt megalakította a Nemzeti Legionárius Kormányt, aminek vezére lett. November 23-án Románia a tengelyhatalmak mellett szállt háborúba. Szigorú zsidók elleni intézkedéseket vezettek be, és iszonyú terror következett. Az elfoglalt területeken élő zsidókat potenciális szovjet kémnek tekintették. Deportálások, pogromok következtek. Mintegy négyszázezer zsidó halt meg Romániában, főleg Besszarábiában, Bukovinában és a Magyarország részét képező Észak-Erdélyben. A magterületen azonban a gazdasági összeomlás elkerülése érdekében Antonescu nem engedélyezte a tömeges deportálásokat. A Schein család gazdasági erejének és kapcsolatainak köszönhetően át tudta vészelni ezt az időszakot, de 1947-ben menekülni kényszerült.
Schein tollából kevés írásos nyoma van ezen időszak borzalmainak. A Romániában és a menekülés során elszenvedett traumákból inkább későbbi politikai állásfoglalásában és aktivitásában talált kiutat.

### Menekülés
A Schein-Karmitz család és rokonságuk minden vagyonukat hátrahagyva 1946-48 között menekült Párizsba. A család több tagjának menekülését a királyi család segítette. Mivel zsidók nem hagyhatták el Bukarestet, királyi autóban tudtak titokban eljutni először vidéki villájukba. Sinaïa a király által is kedvelt üdülőhely volt. Innen vonaton jutottak el a Fekete-tengerig, ahonnan aztán hajó vitte őket többszöri kikötéssel Marseille-ig. Az édesapa Párizsba érkezésük után a korábbi luxushoz nem fogható, de még mindig nagyon jó anyagi körülményeket tudott biztosítani. Nemzetközi kapcsolatai révén ruházati anyag- és textilkereskedését hamar fel tudta éleszteni. A Schein család első párizsi lakása a rue des Pâtures egyik szép épületében volt a XVI. kerületben.
Az édesanya, Sophie Karmitz testvérének családja is elmenekült. Ionel Schein unokatestvére Marin Karmitz is sikeresen vetette meg a lábát Franciaországban. Filmművészeti akadémiát végzett. Az általa alapított MK2 filmstúdió több, mint nyolcvan filmet forgatott olyan rendezőktől, mint Theo Angelopoulos, Louis Malle, Krzysztof Kieślowski, Abbas Kiarostami, Jean-Luc Godard, Alain Resnais, Paolo és Vittorio Taviani.

### Charles Schein polimerkutatásai
Legelőször Charles, a fiatalabb fiútestvér érkezett Párizsba, ahol kémia szakra iratkozott be az egyetemen, és Dupon professzor tanítványaként polimerek tanulmányozására specializálódva szerzett diplomát. Ezután a Honeywell cég francia leányvállalatánál kapott kutatói állást, ahol a PVC autóiparban való felhasználásának lehetőségeivel foglalkozott. Az ötvenes évek végén saját céget alapított a Honeywell licence alapján egyes műanyagoknak a gyártására. A Caourep cég a 60-as évek konjunktúráját kihasználva a műanyag autóalkatrészek legnagyobb termelője lett a világon. Charles 1990-ben négymillió frankért adta el a vállalatot.
Charles kutatásai és sikerei érthetővé teszik Ionel Schein érdeklődését a műanyag építészeti felhasználásának lehetőségei iránt, és alapos tudását ezen a téren. A család kapcsolatai vegyi cégekkel hasonlóan fontosak voltak az építész terveinek megvalósításához.

## A képzés évei

### Bukaresti Egyetem
Ionel Schein építészetet és várostervezést tanult Bukarestben, Párizsban, valamint rövidebb workshopok keretében Velencében és Brüsszelben.
A Bukaresti Műszaki Egyetemen professzorai között két olyan karizmatikus személyiség is volt, akik nagy hatással voltak Scheinre, és akikkel később is tartotta a kapcsolatot.

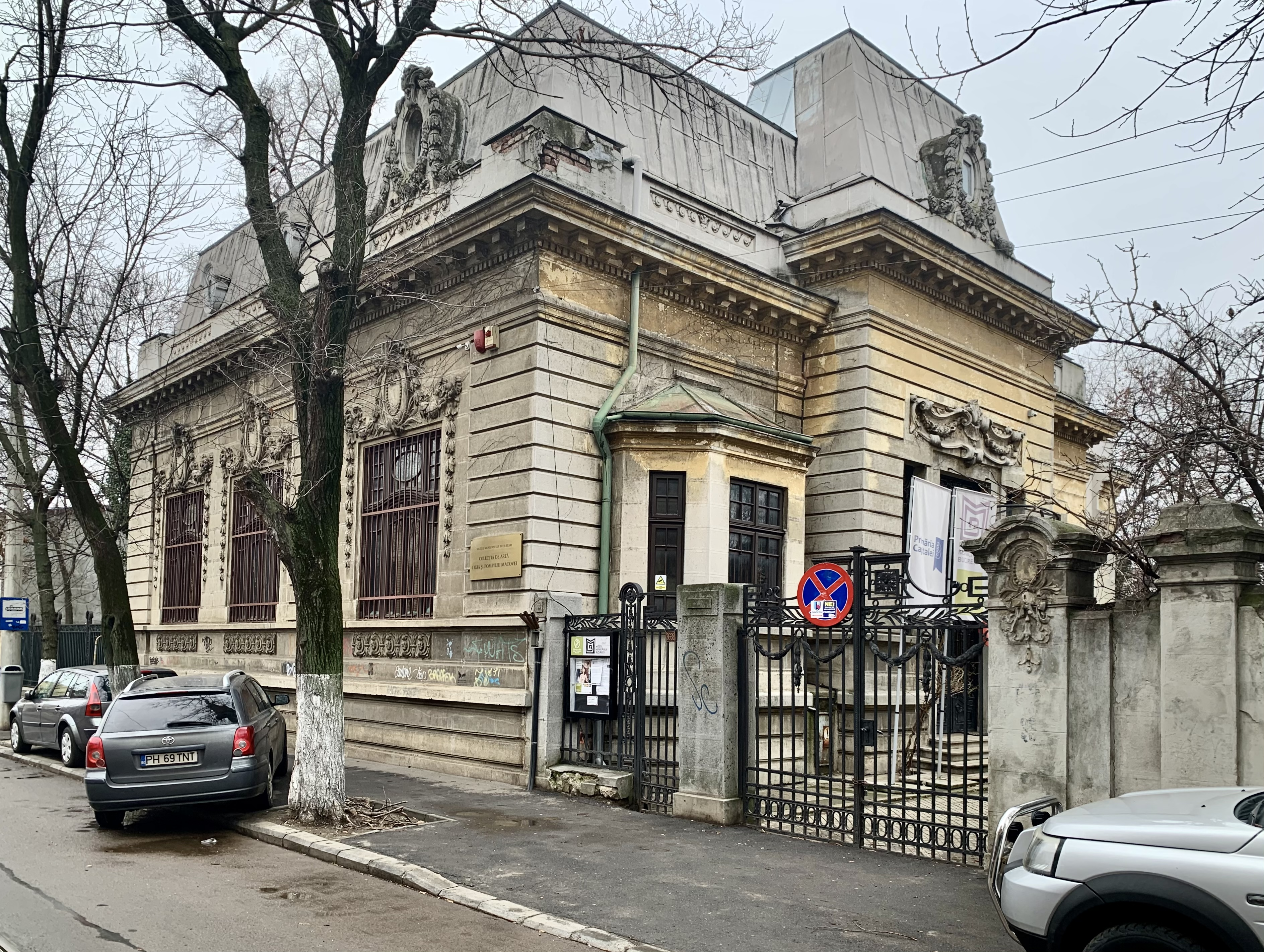
A Ligia és Pompiliu Macovei
Múzeum Bukarestben, 2021.jpg

Pompiliu Macovei (1911 – 2008) építészi és kommunista politikai tevékenysége mellett szenvedélyes műgyűjtő és a szimfonikus zene kedvelője is volt. Pályája során Bukarest főépítésze, kulturális miniszter, külügyi miniszterhelyettes, 1971-től pedig a Román Szocialista Köztársaság nagykövete volt az UNESCO-ban. Felesége, Ligia Macovei grafikus, festőművész és műgyűjtő volt. Házuk múzeumként működik, ahol az eklektikus, különféle tárgyakból álló gyűjtemény, mely tartalmaz festményeket, üvegtárgyakat, porcelánt, kerámiákat, könyveket és bútorokat, megtekinthető. Ennek a tanár-diák kapcsolatnak a jelentőségét bizonyítja kapcsolattartásuk azután is, hogy Schein elhagyta Romániát és Párizsba települt. Az archívumban megtalálható levelezésük nyoma.
A bukaresti professzorok közül Schein képzése szempontjából szintén jelentős George Matei Cantacuzino, aki építészettörténetet és építészetelméletet tanított. Régi, bizánci eredetű nemesi családból származott, rokonságban állt a királyi családdal, és rendszeresen töltöttek időt Sinaïaban, a festői szépségű királyi üdülőhelyen. Itt a Schein családnak is volt villája, melyet távozásuk után kisajátítottak, és luxushotelként működött tovább. Ezen szálak alapján valószínűsíthető, hogy az egyetemen kívül is ismeretségben voltak. Cantacuzino Párizsban az École des Beaux-Arts patinás intézményében szerezte építész diplomáját. Építészeti írásaihoz a tapasztalatot a világ számos tájára tett utazásai során gyűjtötte. Romániában a modern építészet egyik elindítójaként jegyzik. Fia, Şerban Cantacuzino egy évvel volt fiatalabb, mint Schein, és vele együtt kezdte építészeti tanulmányait. Şerban Londonban telepedett le, és Schein később is tartotta vele a kapcsolatot Párizsból.
A diáktársak közül Nathan Shapira zsidó származása miatt Scheinhez hasonlóan menekülni kényszerült. Milánóban szerzett 1954-ben építész diplomát, majd kiállítások, belsőépítészeti és építészeti munkák tervezője, szaklapok írója lett. Haifában az Israel Institute of Industrial Design igazgatója volt, amikor Yona Friedman az ő ajánlólevelével érkezett Haifából Párizsba Ionel Scheinhez.

### École des Beaux-Arts
Amikor Ionel Schein 1948-ban elhagyta Romániát, és megérkezett Párizsba, várnia kellett az akadémiai év őszi kezdésére. Utólagos kutatások alapján valószínű, hogy érkezése márciusra tehető. A rendelkezésre álló szabad hónapok alatt Theodor Campanakis építészeti irodájában dolgozott gyakornokként, amiről Campanakis levelei tanúskodnak, melyekben kéri az órák elszámolását, hogy fizetni tudjon az elvégzett munkáért.
Ősztől tanulmányait az École nationale supérieure des beaux-arts diákjaként folytatta. A Charles Nicod által vezetett atelier-be iratkozott be. Francois Vitale tartotta az Épületszerkezetek című előadásokat, akinek 1951-től az a René-André Coulon volt az asszisztense, aki pár évvel később, 1956-ban együtt dolgozott Ionel Scheinnel az első teljesen műanyagból készült házának tervein. Az építészetelméletet tanító professzor, André Gutton fontos szerepet játszott Schein építésszé válásának történetében.
Schein későbbi üzlettársa, Claude Parent 1946 óta látogatta az Ècole des Beaux-Arts építész szakát. Abban az időben, amikor Schein beiratkozott, Parent Noël Lemaresquier szabad műterméhez tartozott. A szabad műtermek abban az időben az intézményhez lazábban kapcsolódó műhelyek voltak, amiket az intézmény hivatalosan nem is mindig jegyzett, és a merev akadémizmussal szemben több teret engedtek a diákok önálló érdeklődésének. Amikor Schein 1949-ben megismerte Claude Parentet, rövid ismeretség után szoros együttműködés alakult ki közöttük, melyet részben az akadémia merev szemléletével szembeni lázadás kovácsolt össze. Újonnan megismert diáktársát bemutatta a Nicod által vezetett tanulócsoportban, ami szervezkedésüknek köszönhetően hamarosan kettéoszlott. Néhány hasonlóan elégedetlen társukkal együtt sikerült meggyőzniük Georges-Henri Pingussont, hogy indítson szabad atelier-t, és átpártoltak hozzá. Pingusson a legújabb divat szerint öltözködött, saját repülőt vezetett, és építészeti szemlélete hasonlóan extravagáns volt. Így diákjai lényegesen korszerűbb tudást sajátíthattak el.
Ezután a Pierre Sonrel-féle szabad ateliert látogatták. Sonrel ösztönzésére konferenciákat, összejöveteleket szerveztek, ahol a kor aktuális építészeti problémáit a leghaladóbb szellemű építészekkel vitathatták meg a résztvevők.
1951-től Schein a szokásos építészhallgatói curriculumtól némileg eltérő, saját érdeklődésének jobban megfelelő tanulmányokat is folytatott. Látogatott pszichológia és archeológia előadásokat. Hallgatta az École du Louvre és az Université du Paris Urbanisztika Tanszékének előadásait. 1951 nyarán részt vett Brüsszelben az Institut International d’Urbanisme Appliqué (Nemzetközi Alkalmazott Urbanisztikai Társaság) által szervezett szemináriumon.

### André Bloc és a Groupe Espace

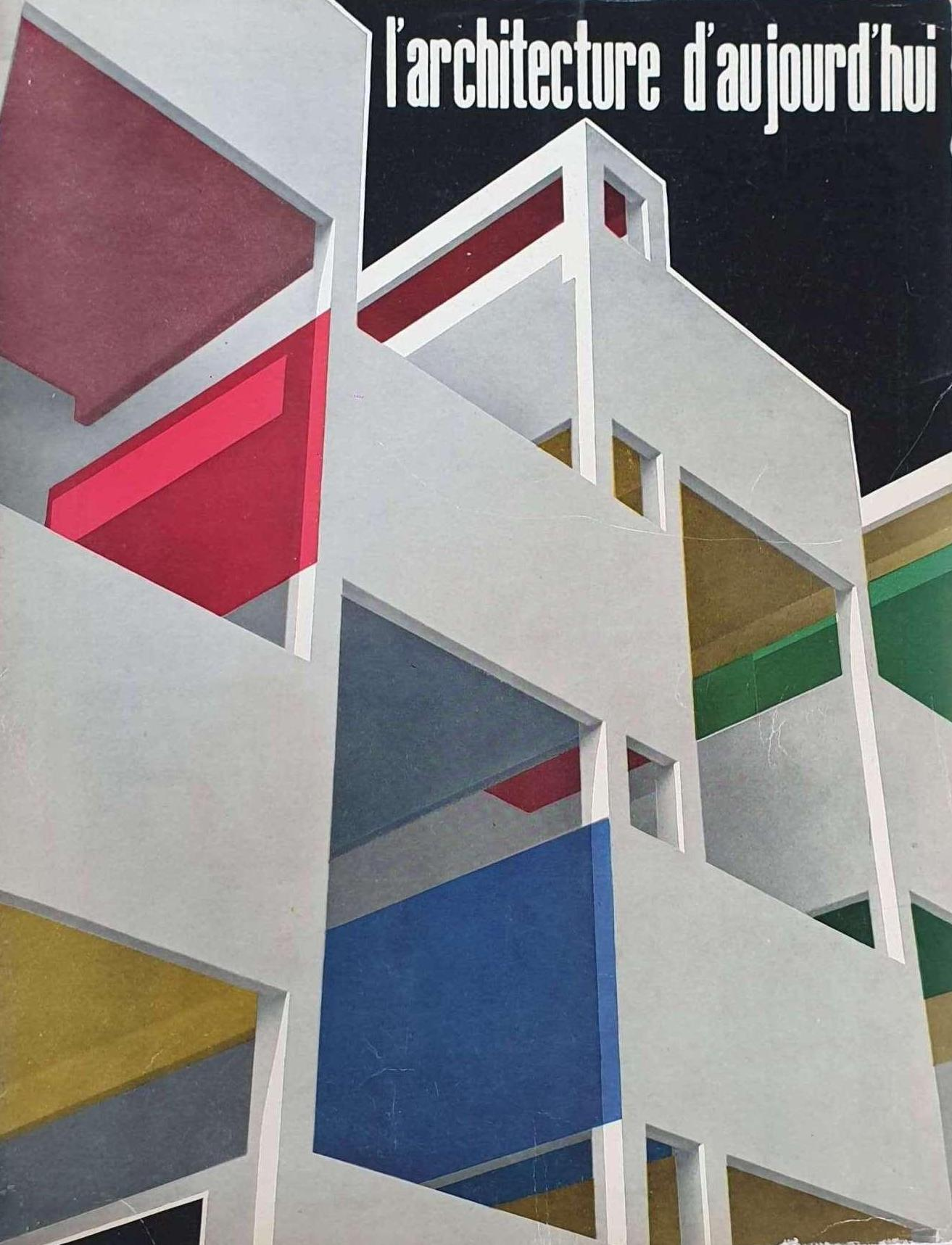
L'Architecture d'Aujourd'hui December 1954.jpg

Az algériai születésű André Bloc mérnöki képzésének megfelelően először motor-, majd turbina gyárban dolgozott. 1921-ben ismerte meg Le Corbusiert, akinek hatására az építészet, majd később a művészet felé fordult érdeklődése. Több folyóirat alapítója, kiadója és szerkesztője volt, amin szintén lemérhető érdeklődési körének változása. 1922-ben a Science et Industrie, 1923-ban a Revue de l'Ingénieur főszerkesztője volt. 1924-ben alapította a Revue Générale du Caoutchouc lapot, majd 1930-ban indította el a kor legjelentősebb francia építészeti folyóiratát L'Architecture d'Aujourd'hui címmel. 1949-ben jelent meg először az ugyancsak általa alapított Art d'Aujourd'hui.
Ionel Schein és Claude Parent szorgalmas olvasói voltak a L'Architecture d'Aujourd'hui folyóiratnak. Fiatal lázadóként, André Blocnak címzett heves hangnemű levélben kifogásolták, hogy a lap nem ad teret a fiataloknak, és nem foglalkozik az építészhallgatók oktatásának problémáival. Többszöri próbálkozás után, már nyugodtabb hangvételű és konkrét javaslatokat tartalmazó levelükre végül pozitív választ kaptak, és Bloc lehetőséget nyújtott a folyóiratban cikkeik megjelentetésére. Ettől kezdve rendszeresen írtak a lapba, de a karrier szempontjából ennél jelentősebb hatású volt az a nemzetközi kapcsolatrendszer, amelynek kiépítésére Bloc körében és az újságon keresztül lehetőség nyílt.
A háború utáni újjáépítés során számos ekkor induló társadalmi folyamat kihívások elé állította az építészeket és várostervezőket, aminek hatására több munkaközösség alakult, hogy megoldásokat találjanak. André Bloc 1951-ben alapította meg a Groupe Espace-t, mely multidiszciplináris megközelítéssel próbált választ adni az építészet és várostervezés kérdéseire. A csoport célja a festészet, szobrászat, a képzőművészetek és építészet közötti szinergia megteremtése volt. Felismerve a városi környezet társadalomformáló erejét, a konstruktivizmus és neoplaszticizmus elveit alkalmazva kívántak a nagy tömegek számára élhető és esztétikus életteret teremteni. A Groupe Espace tagjainak listája számos nemzetközileg ismert nevet tartalmaz, és későbbi munkakapcsolatok születtek ebből a körből is. A Groupe Espace kiállítások, fesztiválok és konferenciák szervezésével tette ismertté a kidolgozott koncepciókat. Igy 1954-ben Biot volt a helyszíne egy kiállításnak, amin többek között Nicolas Schöffer egy korai tornya volt látható. Schöffer később együtt dolgozott Claude Parenttel a kibernetikus város tervein.
Felbátorodva a sikeren, Schein és Parent hamarosan újabb levelezésbe kezdtek.

### Le Corbusier, a CIAM és a CEA

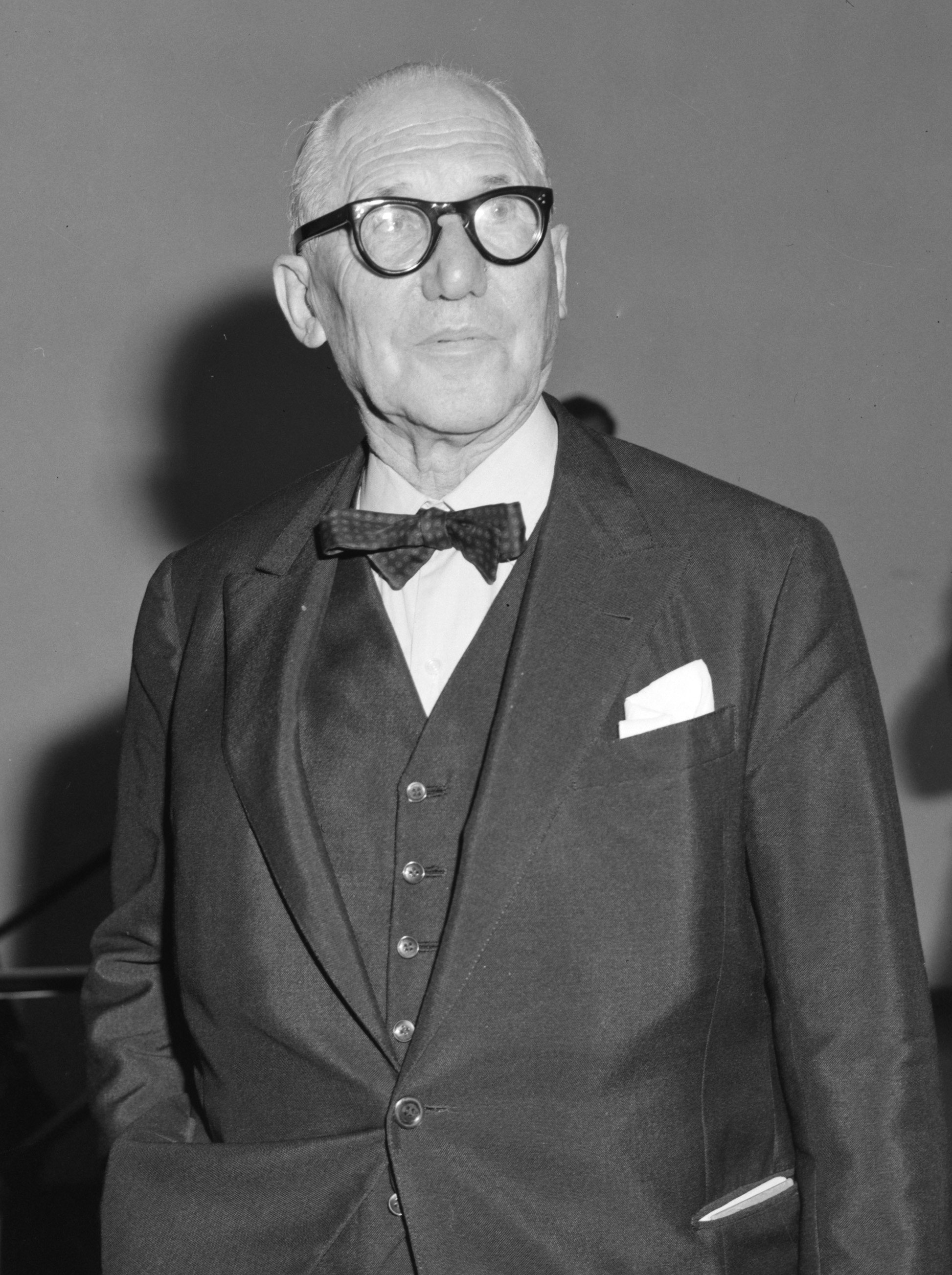
Le Corbusier (1964)
Stedelijk Museum Sikkensprijzen

Ebben az időben az építészeti iskolában uralkodó akadémizmus elhallgatott ellenpontja Le Corbusier munkássága volt, melyet a két diák titokban tanulmányozott. Olvasták Le Corbusier írásait, felkeresték megépített projektjeit. Ionel Schein és Claude Parent először 1952-ben a CIAM (Congrès Internationaux d'Architecture Moderne) kapcsán vette fel a kapcsolatot a kongresszus résztvevőivel, így Le Corbusier-vel is. Levelükben arra kérik az idősebb építész generáció tagjait, hogy jelöljenek ki fiatal delegáltakat, akik közvetítik a következő kongresszus eredményeit a diákok felé, és segítsenek megszervezni a megfelelő diák sejteket. Több választ is kaptak. A CIAM fiatal csoportja Párizsban alakult meg André Wogenscky és Georges Candilis vezetésével. Candilis felkérte Claude Parentet, hogy segítsen a CIAM IX. 1953-ban Aix-en-Provence-ban tervezett rendezvényének megszervezésében. A konferencián Ionel Schein vett részt. André Bloc riportja után az ő beszámolója is megjelent a L'Architecture d'aujourd'hui lapjain.
Le Corbusier-vel az első személyes találkozás valamivel korábbra, arra az időre esik, amikor az IUAV (Istituto Universitario di Architettura di Venezia) CIAM nyári építészeti iskoláját látogatta Schein Velencében 1952. szeptember 10-től október 9-ig. Le Corbusier-t, aki konferenciára érkezett, Ionel Schein fogadta az állomáson. A találkozás után Le Corbusier élete végéig rendszeresen váltottak levelet, melynek hangneme egyre közvetlenebb lett. A generációs különbségnek megfelelően egy olyan mester-tanítvány kapcsolat alakult ki, melyben a karrierje vége felé közeledő kolléga büszkén kíséri figyelemmel, hogyan ível fel egykori gyakornoka pályája. Személyes találkozások következtek, végül tervezési gyakorlatra hozzá jelentkeztek, ami az egyetemen komoly ellenérzést váltott ki. Itt alkalmuk volt egy új építészeti felfogást és formanyelvet megismerni. Részt vettek az Unité d'Habitation de Nantes-Rezé terveinek megrajzolásában. Ennek a tapasztalatnak hatásai tartósak és messzemenőek lettek. Az akadémizmussal szembeni kiállás, és az új szemlélet iránti lelkesedés következtében, tiltakozásul az oktatási intézményt diploma nélkül hagyták el. Ennek ellenére korán sikert könyvelhettek el. Le Corbusier építészete öt sarkalatos pontjának alkalmazását későbbi terveikben fel lehet fedezni.
Auguste Perret, Pierre Sonrel, Eugène Beaudouin és Bernard Zehrfuss 1951-ben Párizsban alapították meg a Cercle d'études architecturales (CEA, magyarul: Építészeti Tanulmányok Köre) nevű intézményt, amelyben vezető francia építészek csoportja az építész szakmával, az építészet oktatásával és képzésével, az épített környezettel és annak védelmével, valamint az építőipar fenntartható fejlődésével és termelékenységével foglalkozott. Az intézményt az akadémiai felfogáshoz képest radikálisan újító szemlélete miatt az építészek „ellenzéki rendjének” nevezték. Új tagokat régebbi tagok ajánlásai alapján vettek fel, de kivételes esetben építész diplomával nem rendelkező, kiemelkedő teljesítményt nyújtó személyek is bekerültek a körbe. Le Corbusier és Jean Prouvé tagjai voltak ennek a társaságnak, így került Ionel Schein kapcsolatba az intézménnyel, és vált mindvégig aktív taggá.
Ionel Schein és Calude Parent későbbi viszonya Le Corbusier életművéhez némileg különbözőképp alakult. Le Corbusier halálakor Ionel Schein visszásnak érezve a hirtelen dicsőítést, a posztumusz kitüntetések sorát, ami életében illette volna a korábban elhallgatott építészt, őszinte és babérkoszorú-mentes nekrológjában Le Corbusier szellemi hagyatékának igazi mély jelentőségét tárta fel. Claude Parent lelkesedése idővel csökkent, és a Plan Voisen nyomán épülő lélektelen lakótelepeket látva eltávolodott, és kritikusan szemlélte korábbi mestere elképzeléseit.
Ionel Schein és Calude Parent 1966-ban nyert felvételt az építész kamarába, többek közt éppen annak az André Gutton professzornak a támogatásával, akinél – nyíltan szembeszállva az akadémizmussal – először nyújtottak be munkatervezetet Le Corbusier-idézettel alátámasztva. Diploma nélküli felvételük kivételes és ritka eljárás volt, melyet előzőleg Auguste Perret és Le Corbusier esetében alkalmaztak a végzett építészeti tevékenység magas minőségének elismeréseként.

### Az első sikerek

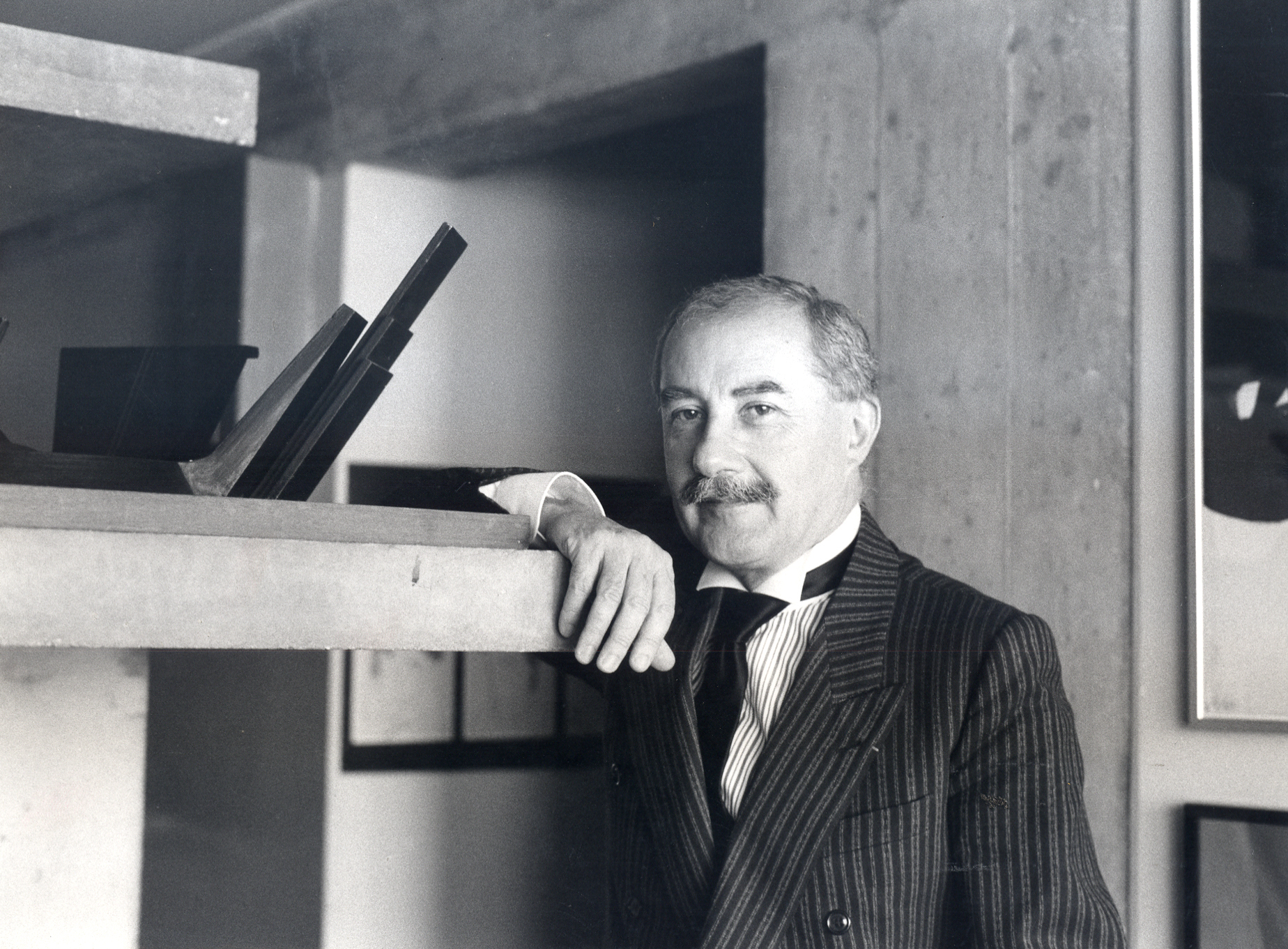
Claude Parent 1980 körül
Chloé Parent fotója

1953-ban, még diákként, Ionel Schein és Claude Parent a La Maison Française magazin által meghirdetett pályázatra leadott, közösen készített lakóháztervükkel első díjat nyertek. A nyertes projekt megjelent a folyóiratban. A terv Gilles-Louis Bureau építész segítségével a Manera et Cie ingatlaniroda által felajánlott 700 m2-es telken Ville-d'Avray-ban megvalósult. A ház Maison Gosselin, illetve röviden Maison G. néven vált ismertté. Az ötfős család részére tervezett lapostetős, T-alaprajzú házon a vízszintes vonalak domináltak. A terasz válaszfala, melyet André Bloc mozaikja díszített, valamint a bejárathoz vezető fedett kerti út a privát szféra védelmét segítette. A kerti medence mozaikját Maximilien Herzele készítette. A házat a Salon des Arts Ménagers keretében látogathatta a közönség. Ennek kapcsán a L'Architecture d′Aujourd'hui lapjain megjelent cikk a neoplaszticizmus elveinek megfelelő színhasználatot és bútorzatot is kiemelte.
A korszerű, betonból épült, kis költségvetésből megépíthető, díjnyertes ház a média figyelmét a fiatal építészhallgatókra irányította, és ennek köszönhetően az Elle magazin újabb három, különböző életstílusnak megfelelő ház tervezésére adott megbízást. A cél a kisebb pénzű francia családok számára is elérhető, olcsón megépíthető, de minden kényelemmel szolgáló otthon megteremtése volt. Az Elle magazin két egymást követő számában szentelt cikket a két fiatal építész munkájának.
Az ebben a korai időszakban épült családi házakon érezhető Le Corbusier hatása. Ionel Schein 1953-ban Bures-sur-Yvette egyik telkére készült tervén a ház nagyrészt oszlopokon áll. A Maison Le Jeannic és a Maison Morpain terveit a két fiatal építész még együtt készítette, aztán 1955-ben szétváltak útjaik. A Maison Le Jeannic Issy-les-Moulineaux-ben épült. Szintén lapos tetővel és a ház alatti telket nagyrészt szabadon hagyva épült meg a Maison Morpain is La-Celle-sur-Seine-ben.
A különválás azért következett be, mert az érdeklődés a közös munka talajáról különböző irányba fejlődött. Claude Parentet az együtt épített házak tapasztalatából a beton mint anyag fogta meg, és további pályafutása során a nyers beton használatával a brutalista építészeti stílus egyéni hangvételű épületeit tervezte és építette meg. Legjelentősebb építészeti újítása a ferde, lejtős síkok bevezetése volt azáltal, hogy a tégla volumen nem egyik lapján, hanem az élén állva szerepel az épületet alkotó fő formák között. Családi házak közül a Maison Drusch az egyik legismertebb példa erre. Ionel Schein érdeklődésének fókuszpontja is az egyik építészetben alkalmazható anyag volt, azonban az ő választása saját korának újdonságára, a műanyagra esett. Könnyű anyagból, újszerű formákkal, „evolúcióra képes”, olcsón megvalósítható lakástervekre koncentrált a különválás után. Az evolúciós készség alatt olyan mobilrendszerű, moduláris elemekből készült házat értett, mely képes a család változó igényei szerint növekedni, vagy zsugorodni, újabb modul hozzáadása, illetve elvétele által.
1955-ben Schein megalapította irodáját a kor, társadalmi változások következtében felmerülő, lakásproblémáinak tanulmányozására (Bureau pour l'Etude des problèmes de l'habitat, BEPH), mely multidiszciplináris megközelítéssel várostervezőket, építészeket, építészhallgatókat, festőket, szobrászokat, mérnököket, képzőművészeket és vállalkozókat mozgósított a feladatok megoldására.

## Építészi tevékenység

### Maison tout en plastiques
A nemzetközi építőipari kiállítások célja olyan innovatív lakástervek bemutatása volt, amelyek jobban illeszkednek a modern életstílushoz, szemben a tipikus régi építésű lakásokkal, ahol a szobák egymásba nyílnak és funkciójuk nem differenciált. Egy mobil társadalomban a folyamatosan változó egyéni igények kielégítése vált központi kérdéssé. Schein a nagy tömegek számára elérhető, könnyen megépíthető és az igények szerint változtatható méretű és beosztású lakások tervezésével foglalkozott. A műanyag alkalmas volt könnyű, ezért könnyen szerelhető és új formavilágú modulok létrehozására.
1956-ban a Salons des Arts Ménagers (lakásformákat bemutató nemzetközi kiállítás) keretében mutatták be Schein első teljesen műanyagból készült épületét. Az organikus formájú, csigára emlékeztető alaprajzú családi ház központi részében voltak a vizes, kiszolgáló helységek és a közösen használt nappali, míg a kör alakú centrális részt körülvevő modulok száma változtatható volt a család igényei szerint. Ezekben a csatolt modulokban minden családtagnak külön szoba állt rendelkezésére. Az épület csapatmunka eredménye volt. Ionel Schein és René Coulon építészek Alain Richard lakberendezővel, Raymond Camus konstruktőrrel és Yves Magnant mérnökkel dolgoztak együtt. Schein a továbbiakban is a ház lakói által a saját igényeik szerint változtatható lakásokat tervezett. A változtatás lehetőségét esetenként eltolható falak is biztosították. A Salons des Arts Ménagers 1962-es kiállítására az Építésügyi Minisztérium pavilonját tervezte Schein.
Ionel Schein műanyagok felhasználásával készült kísérleti épülete szerepelt 2017-ben a FRAC Centrum Nomád jövő (Devenir nomade) című kiállításán is Chartres-ban.

### Kabinhotel
Nem lakáscélú moduláris rendszerű konstrukciókat is tervezett. Mivel szállodákban is gyakori probléma a vendégek számának idényszerű változása, készült műanyagból szállodamodul is. Ezzel utat nyitott a kapszula építészetnek, ami például repülőterek közelében az átutazók rövid pihenését szolgáló, minimális helyet használó alvóhelyek biztosítására ma elterjedt. A közismert tokiói Nakagin kapszulaház előképe is Schein moduláris kapszulahotel megoldása.

### Mobil könyvtár
Az ötvenes évek vége felé kezdődő, majd a hatvanas években erősödő társadalmi folyamat volt a tömegek szabadidejének, és ezzel együtt a kulturális igénynek a növekedése. Másfelől az a felismerés, hogy az esztétikai környezet és a kultúra társadalomformáló tényezők, az építészetben is előtérbe helyezte a kulturális funkciók kielégítését. A mobilitás igénye itt is jelentkezett. A cél a passzív kínálat helyett, a kultúrát és esztétikai élményt aktívan a tömegekhez elvinni. Erre a feladatra Schein műanyag felhasználásával mobil könyvtáregységet tervezett. Érdekes módon ennek a központi könyvtárból kiküldhető mobil egységnek a gondolata Nicolas Schöffer Beaubourg pályázatra leadott projektjében is szerepelt, ami jelzi, hogy ez akkor kifejezetten aktuális téma volt.

### Lakástervek
A formai és funkcionális megoldások egyediek Ionel Schein saját magának tervezett lakása esetében is. A terek nincsenek teljesen elválasztva, hanem az ivelt falak meghagyják a nyitottság érzetét, amihez hozzájárulnak a nagy üvegablakok és a tetőterasz is. A Szardiniára tervezett villa koncepciója ismét a központi, kör alaprajzú, közösen használt terek körül elhelyezkedő, egyéni használatú szobákra épül, mint az 1956-ban bemutatott tiszta műanyag háznál. Ennél az épületnél a nyilászárók is aszimmetrikusan ívesek.

### GIAP
Ionel Schein alapítótagja volt a Nemzetközi Prospektív Építészeti Csoportnak (Groupe International d'Architecture Prospective, röviden GIAP).
A csoport 1965 márciusában Michel Ragon elnökletével alakult meg. Míg retrospektív tervezés során egy már létező, megépült objektum módosítása, áttervezése történik, addig a prospektív tervezés üres lappal indulva megelőzi a megvalósítás minden lépését, és teljesen új megoldásokat keres. Az alapító tagok Nicolas Schöffer, Ionel Schein, Yona Friedman, Paul Maymont, Georges Patrix, Michel Ragon voltak, és később a svájci Walter Jonas is csatlakozott a csoporthoz. Arra a következtetésre jutottak, hogy a demográfiai robbanás, a rohamos technikai és tudományos fejlődés, az életszínvonal folyamatos emelkedése, a szabad mozgás, a művészet közkinccsé válása, a szabadidő jelentőségének növekedése és a kommunikáció felgyorsulása felbomlasztotta a társadalom hagyományos struktúráit. A csoport kiáltványa összefoglalta azokat a tényezőket, amelyek miatt a korábbi lakásformák és városszerkezetek nem tudtak megfelelni a modern élet igényeinek, és szükségessé tették a jövő városának és lakásainak a történelmileg adott szerkezettől független megtervezését. Ionel Schein elsősorban új formavilágú, és funkcionálisan új megoldásokat kínáló lakások tervezésével foglalkozott. Nicolas Schöffer urbanisztikai léptékü projektje, a jövő kibernetikus városának terve volt. A GIAP mintájára a jövő új alapítású városának megtervezését a következő években több multidiszciplináris csoport vállalta fel nagyon eltérő, többnyire szükségképpen utópisztikus eredménnyel, hiszen új város alapítására üres területen ritkán van lehetőség. Ennek ellenére a GIAP alapgondolatát követve a felvetett gondolatok, illetve esetenként a prezentáció grafikai értéke miatt számos, az építészettörténetben jegyzett projekt született.

### A liberális zsidó mozgalom zsinagógája

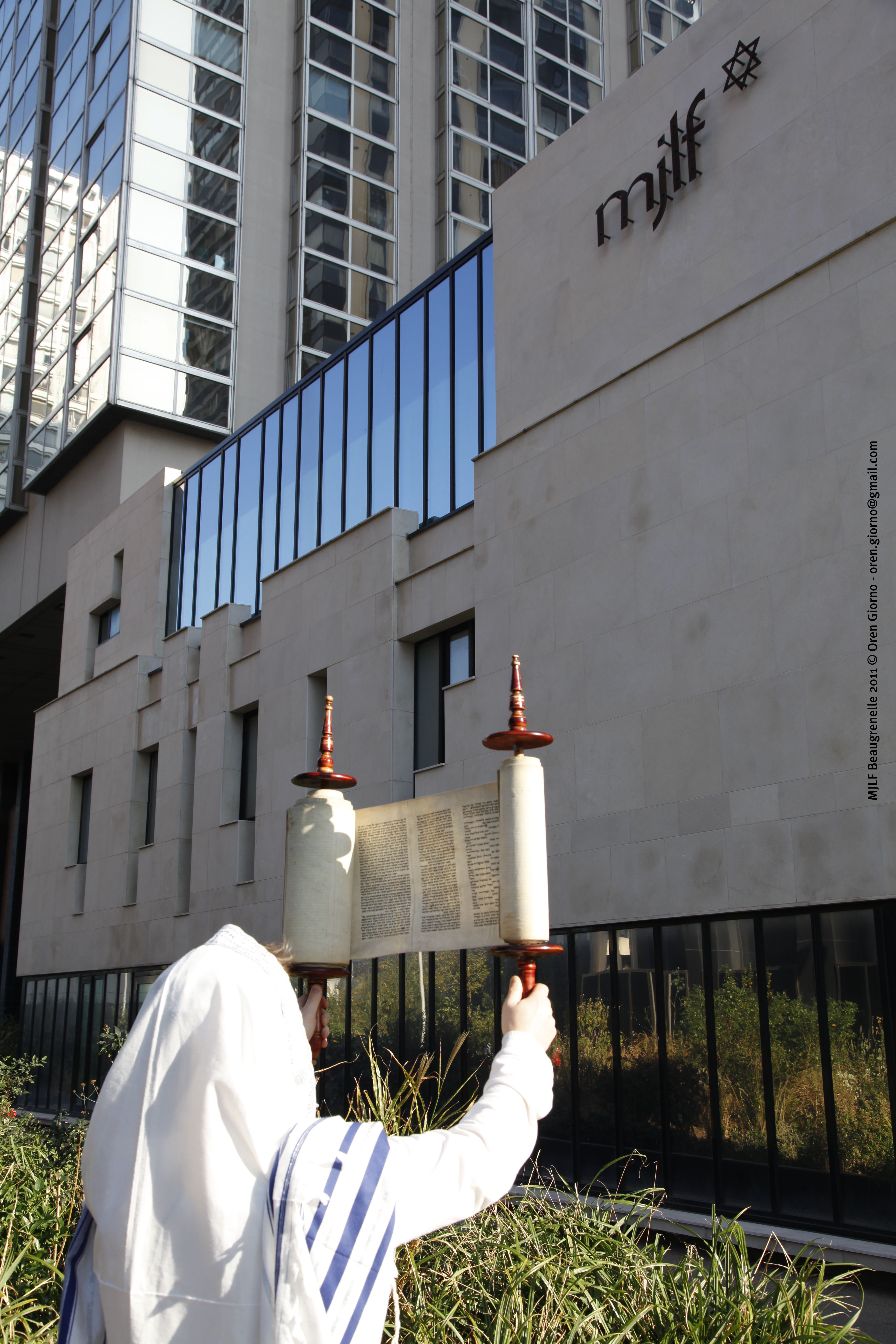
Synagogue de Beaugrenelle
11 rue Gaston-de-Caillave, Párizs
építész: Ionel Schein

A Francia Liberális Zsidó Mozgalom (Mouvement Juif Libéral de France, MJLF) az elkötelezettség és aktivizmus jegyében 1977. június 2-án alakult meg. Alapítói Daniel Farhi rabbi, Roger Benarrosh és Colette Kessler voltak, néhány olyan család közreműködésével, akik az Unió Libérale Israélite de France (ULIF) közösségéhez tartoztak. Eleinte a hívek lakásaiban, majd egy protestáns közösség templomában tudtak találkozni. 1981-ben nyílt lehetőség arra, hogy Párizs 15. kerületében a Beaugrenelle negyedben új közösségi házat és zsinagógát avasson fel az addigra mintegy ezer családot számláló közösség, melyet Ionel Schein tervezett. A szervezési és tervezési folyamat 1979-ben kezdődött. A tervezésben közreműködött Ionel Schein kollégája, Sylvie Bernard-Boyet is. A generálkivitelező a SOPAC cég volt.
A konstrukció megértéséhez szükséges a hely ismerete. 1860-tól kezdődően a Szajna csatornázása lehetővé tette ipar telepítését a parton, így az 1950-es évek elejéig a Front de Seine kerület túlnyomórészt ipari jellegű volt. 1951-től a gyárak bezárása és lebontása jelentős méretű földterületeket szabadított fel. Ez az időszak egybeesett Párizs városának erőteljes terjeszkedésével, a lakosok számának hirtelen emelkedésével, ezért átfogó terv készült a terület új hasznosítására. 1959-ben a tervezést Henry Pottier és Raymond Lopez építészekre bízták, akik korábban számos nagyléptékű projektet sikeresen lebonyolítottak, és Párizs városrendezési tervének kidolgozásában játszottak jelentős szerepet.
A Front de Seine újjáépítésének terve, az Athéni Charta alapelvei alapján, a lakóterület, a munkahely, a szabadidőnek szánt létesítmények és a közlekedési funkcióik szétválasztását irányozta elő. Egy megemelt vízszintes födémszerkezetet terveztek, amelyről szép kilátás nyílik a Szajnára. E mesterséges talajszint fölé emelkednek a környék toronyházai. A födémszerkezet két szinttel magasabban van, mint a természetes talaj. Így van egy födém alatti és egy födém feletti világ. A födém alatt folyik az autós közlekedés, de gyalogosan megközelíthető létesítmények is találhatók, például uszoda. A zsinagóga bejárata is ebben a „földalatti világban” van. A födém feletti világban magas toronyházak között kiterjedt parkosított rész található sportpályákkal. A gyalogos közlekedés is nagyrészt inkább itt folyik, mivel a fenti sokkal vonzóbb környezet, mint a födém alatti.
A négyszintes zsinagóga a 11, rue Gaston de Caillavet címen, az akkori köztársasági elnök, Jacques Chirac támogatásával, a kiterjedt Beaugrenelle aluljáró-rendszer födémje alá és fölé épült. Úgy tűnik, mintha az épület áttörné a födémet. A bejárat lent az aluljáróban az utcáról nyílik. Az aluljáró rendszer födémje feletti részen, a toronyházak közt elterülő parkosított területre nyílik a felső kijárat. Eredetileg háromszintes volt, és a parkban a vészkijárata volt. 2008–2009 között az épületre még egy szintet húztak Bruno de Bergh tervei alapján. Az új szinten nagy közösségi tér létesült, mely a zsinagóga födém feletti részének külső homlokzatával együtt Jeruzsálemből hozott kővel van burkolva. A parkban a négyszintes épület csak kétszintesnek tűnik. A közösségi tér a zsidó vallás és kultúra számos rendezvényének ad helyet. A zsinagógát két különböző néven szokták emlegetni: Synagogue de Beaugrenelle vagy Synagogue du Front de Seine.

## Ionel Schein válogatott cikkei
- (1959. július) „Aspekte eines neuen Kunstoffs” (német nyelven). Bauen + Wohnen, Zürich 13 (7), 226-232. o. [2016. március 3-i dátummal az eredetiből archiválva]. (Hozzáférés: 2022. május 2.)
- (1960) „Notes pour une attitude actuelle concernant l’architecture” (francia nyelven). Le Carré Bleu (4), 5,7. o.
- (1961) „La formation de l’architecte” (francia nyelven). Le Carré Bleu (2), 1, 7. o.
- (1963. május) „Frankreich baut” (német nyelven). Bauen + Wohnen, Zürich 17 (5), 183-188. o. [2016. március 3-i dátummal az eredetiből archiválva]. (Hozzáférés: 2022. május 2.)
- (1964) „Madame de ...” (pdf). Le Carré Bleu (2).
- (1964) „Jean Prouvé” (német nyelven). Bauen + Wohnen, Zürich 18 (7), 267-290. o. [2016. március 3-i dátummal az eredetiből archiválva]. (Hozzáférés: 2022. május 2.)
- (1967) „Frankreich: Utopische Realität” (német nyelven). Bauen + Wohnen, Zürich 21 (5), 201-206. o. [2016. március 3-i dátummal az eredetiből archiválva]. (Hozzáférés: 2022. május 2.)
- Ionel Schein. „Le Corbusier : bâtisseur de sociétés” (francia nyelven). Le Monde.
- (1970) „Wettbewerb : Einrichtung eines Gebäudes für das staatliche Erziehungsministerium im neuen Quartier der Défense in Paris” (német nyelven). Bauen + Wohnen, Zürich. [2016. március 3-i dátummal az eredetiből archiválva]. (Hozzáférés: 2022. május 2.)
- (1970) „Les Centre” (francia nyelven). Das Werk 57 (9), 571. o. [2016. március 3-i dátummal az eredetiből archiválva]. (Hozzáférés: 2022. május 2.)
- (1971. június) „Das Gesicht der französischen Mittelmeerküste” (német nyelven). Bauen + Wohnen (6), 259. o. [2016. március 3-i dátummal az eredetiből archiválva]. (Hozzáférés: 2022. május 2.)
- (1972) „Restauration et rénovation ou l'art de la confusion”. Das Werk 59 (12), 714. o.
- (1975) „Mein Glaubensbekenntnis als Architekt” (német nyelven). Bauen + Wohnen, Zürich 29 (12), XII.1. o. [2016. március 3-i dátummal az eredetiből archiválva]. (Hozzáférés: 2022. május 3.)
- (1975) „Le Corbusier lebt noch” (német nyelven). Bauen + Wohnen 29 (11), XI. 2. o.[halott link]
- (1982) „Architecture et architectes en France 1970 / 1980” (francia nyelven). Le Carré Bleu (1).
- Ionel Schein. „Nécrologique / Nachruf ( Enst Zietzschmann nekrológ)” (francia, német nyelven). Werk, Bauen + Wohnen, Zürich 1991 (4.), 72. o.

Megjegyzés: A linkek hozzáférésének ideje 2022. május 2.

## Kiállítások
- 1998 « Ionel Schein », London, Barlett School[61]
- 1998 « Ionel Schein, "Autour de la Maison en Plastique" », Tours, École des Beaux Arts[62][63][64]
- 1999 « Ionel Schein », Párizs, École spéciale d'architecture[65]
- 1999 « Schein, Coop Himmelblau, Tschumi », Marseille, École supérieure des beaux-arts[66]
- 2000 « Vision and Reality », Koppenhága, Musée Louisiana[67]
- 2001 « Mobilité et migration », Bourges, Maison de la culture[68]
- 2005 « Archilab », Tokyo, Musée Mori[69]
- 2013 « Habiter les formes de la nature », Orléans, Carmes village[70]
- 2016 « Partir Architectures et mobilité », Château Royal de Blois[71]
- 2016-17 « Ionel Schein », vándorkiállítás, Lycée Camille Claudel, Blois 2016.09.27-2016.11.27[72][73]

## Kapcsolódó szócikk
- Franciaország építészete